# 高陵 (東吳)
高陵，是三国孙吴开国皇帝孙权父亲孙坚的陵墓。
高陵位于今江苏省丹阳市西司徒镇大坟村北。《读史方舆纪要》卷25镇江府丹阳县：吴陵“在县西十五里。《志》云：孙坚葬此”。孙权称帝，谥父亲孙坚为武烈皇帝。尊孙坚庙于始祖，墓号“高陵”。登录为镇江市文物保护单位。一说位于杭州市富阳区，一说位于苏州南门外青旸地，临近有孙策墓。宋代时曾为人盗发，诗人杨友夔作诗云：“阖庐城边荒古丘，昔谁葬者孙豫州。久无行客为下马，时有牧童来放牛。”